# Goldglänzender Rosenkäfer

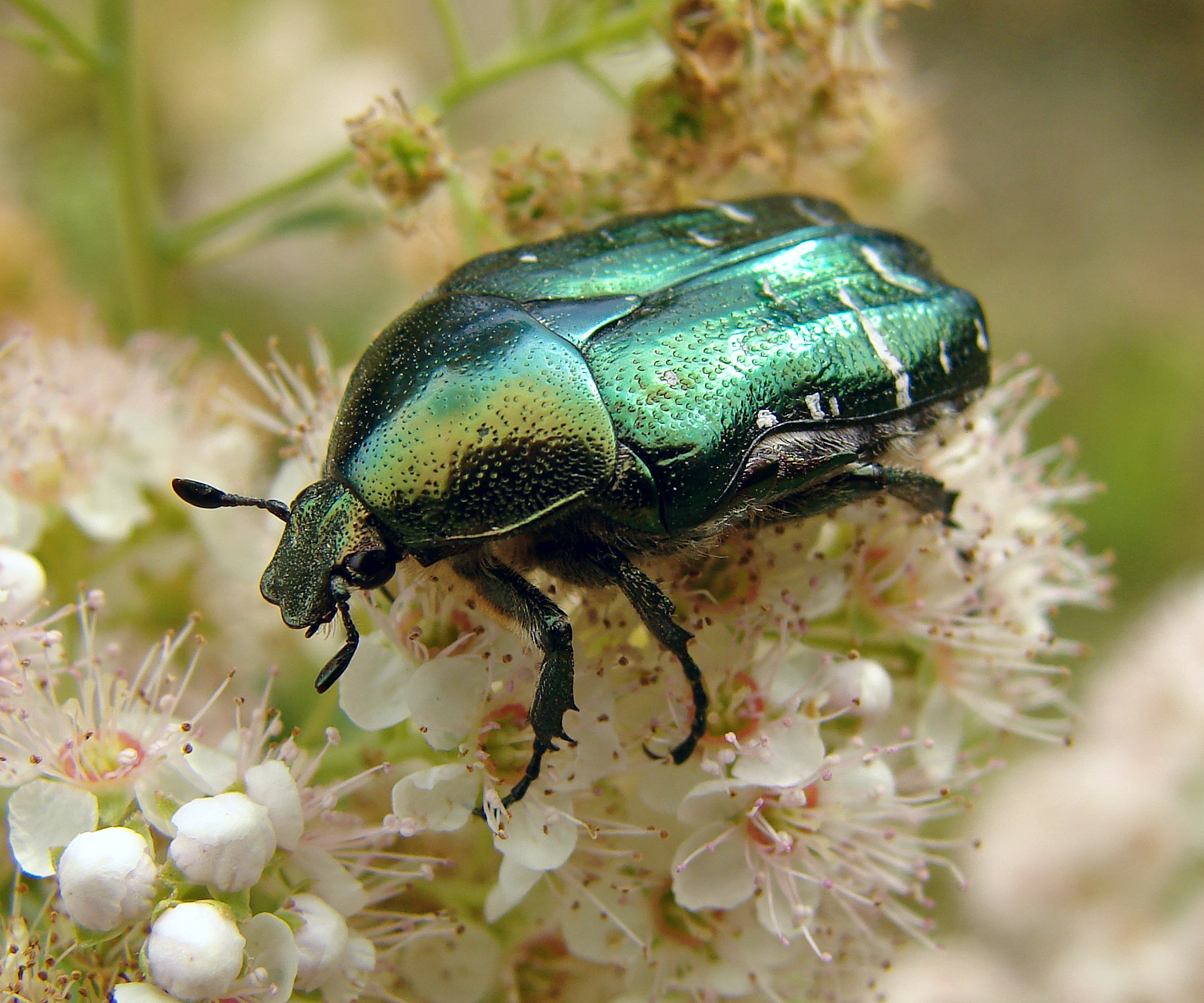
Goldglänzender Rosenkäfer

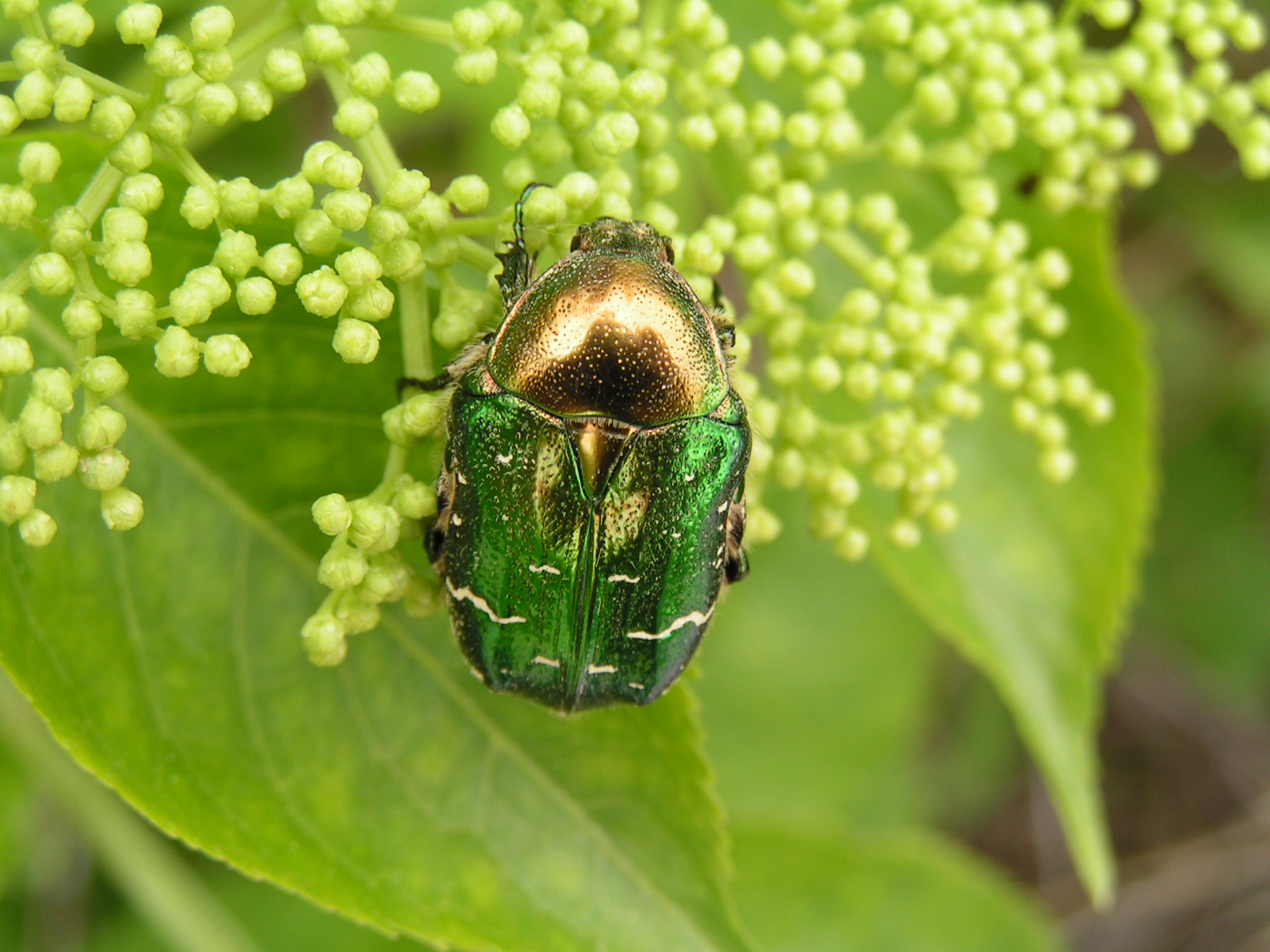
Zweifarbiges Individuum

Der Goldglänzende Rosenkäfer (Cetonia aurata), auch Gemeiner Rosenkäfer genannt, ist ein Käfer aus der Unterfamilie der Rosenkäfer (Cetoniinae). In Deutschland gehört er zu den geschützten Käferarten und wurde zum Insekt des Jahres 2000 gewählt.

## Merkmale
Die Käfer erreichen eine Körperlänge von 14 bis 20 Millimetern. Die Oberseite ist variabel metallisch grün bis bronzefarben glänzend gefärbt, meistens grün, gelegentlich auch goldfarben, blaugrün, blau bis blauviolett. Die Körperunterseite ist rotgolden. Auf den Deckflügeln erkennt man mehrere weiße Flecken und Querrillen. Zwischen den hinteren beiden Dritteln der Deckflügel verläuft ein markantes weißes Querband. Weiterhin finden sich auf jedem Deckflügel zwei breite, flache Längsrippen, die nach vorne hin schwächer werden und an der Apikalbeule zusammenlaufen. Es kommt vor, dass die Deckflügel gegenüber der restlichen Oberseite eine unterschiedliche Farbe aufweisen. Der Halsschild ist knapp vor der Basis am breitesten und verjüngt sich zum Kopf hin. Der Fortsatz am Mesosternum endet kugelförmig. Männchen unterscheiden sich durch eine flache Längsfurche auf der Bauchseite von Weibchen. Wie andere Rosenkäfer, und anders als die meisten Käferarten, kann der Goldglänzende Rosenkäfer seine Flügel in einer Wölbung unterhalb der Flügeldecken (Elytren) entfalten und seitlich ausbreiten. Er fliegt dann mit geschlossenen Elytren, was zu einem charakteristischen Flugbild führt.

## Vorkommen
Die Tiere kommen in Europa, nördlich bis in den Süden Norwegens und Zentralschweden und -finnland vor. Die östliche Verbreitung erstreckt sich über Kleinasien, Vorderasien und Sibirien bis in den Nordwesten Chinas. Auf den Britischen Inseln kommt er nur im Süden vor; er fliegt von April bis Oktober.

## Schutz
Der Goldglänzende Rosenkäfer ist eine besonders geschützte Art gemäß Bundesnaturschutzgesetz. Nach der Roten Liste gefährdeter Tiere Deutschlands gilt er jedoch nicht als gefährdet.

## Lebensweise
Die Imagines findet man häufig an Blüten, wie etwa von Rosen, Obstgehölzen, Holunder, Weißdornen oder Doldenblütlern. Rosenkäfer legen ihre Eier gern in modrigen Baumstümpfen oder in Komposthaufen ab, selten auch in Ameisenhaufen. Nach einigen Wochen schlüpfen die weißen, gekrümmten Larven (Engerlinge) und werden etwa fünf Zentimeter lang. Man unterscheidet sie von Maikäferengerlingen in ihrer Bewegung. Während Maikäferengerlinge bei einer Flucht stark gekrümmt bleiben, strecken sich die Engerlinge des Rosenkäfers und bewegen sich auf dem Rücken liegend fort. Die Verpuppung erfolgt in einem Kokon aus Erdreich und Holzfasern. Die Entwicklung der Larve zur Puppe bis hin zum fertigen Käfer dauert etwa zwei Jahre. Im Spätsommer nach circa zwei Jahren, nach der Verpuppung in Kokons, sind die Käfer ausgewachsen. Sie verbleiben und überwintern dann jedoch noch in der Erde und kommen erst im Frühling des darauffolgenden Jahres zum Vorschein.

## Nahrung
Die Larven des Rosenkäfers ernähren sich ausschließlich von verrottenden Pflanzenteilen und Holzmulm. Die Käfer saugen süße Pflanzensäfte und fressen Pollen und andere zarte Blütenteile, sorgen aber anderseits für Bestäubung.

## Taxonomie und Systematik
Der Catalogue of Life unterscheidet folgende Unterarten:
- Cetonia aurata aurata
- Cetonia aurata jingkelii
- Cetonia aurata pallida
- Cetonia aurata pisana
- Cetonia aurata pokornyi
- Cetonia aurata sicula
- Cetonia aurata viridiventris

## Bilder

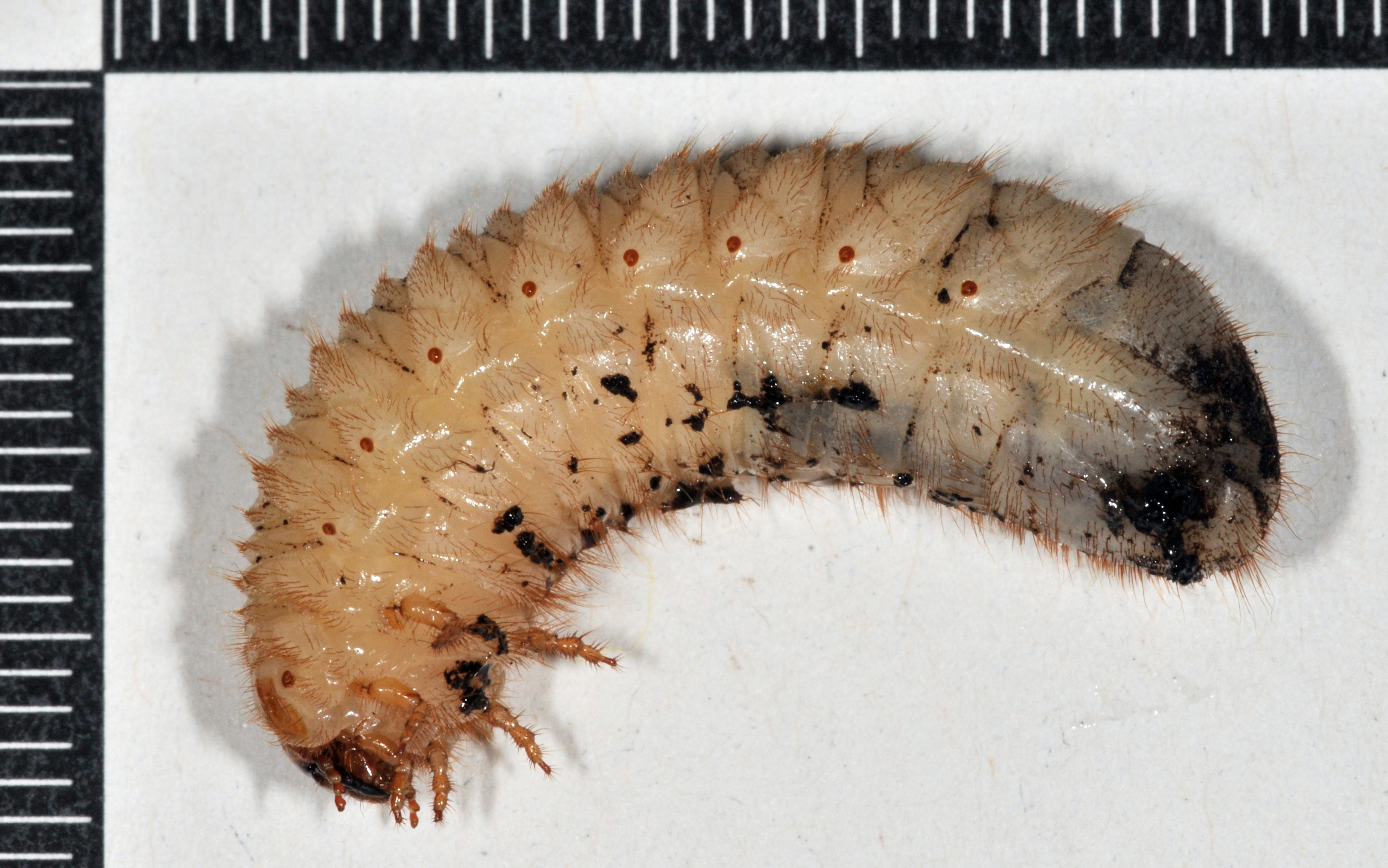
Larve (Engerling)
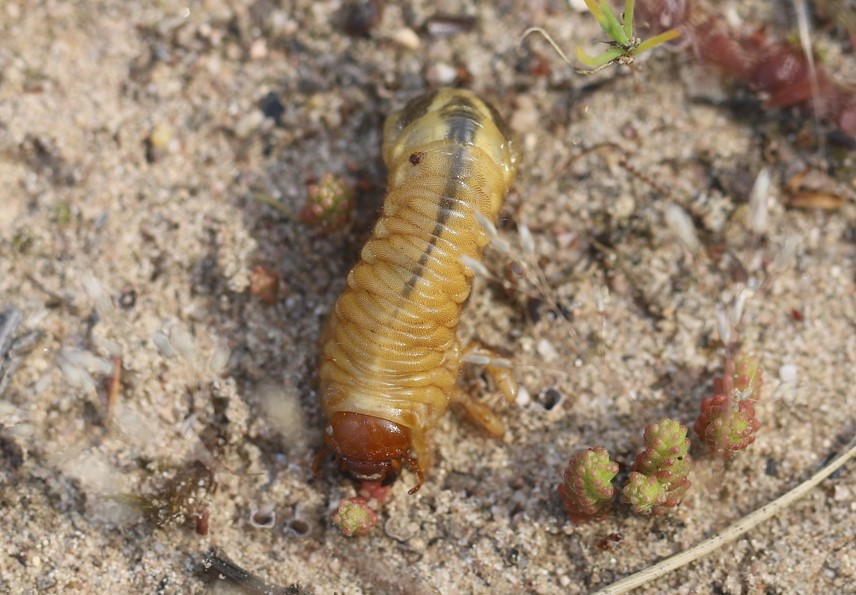
Larve (Engerling)
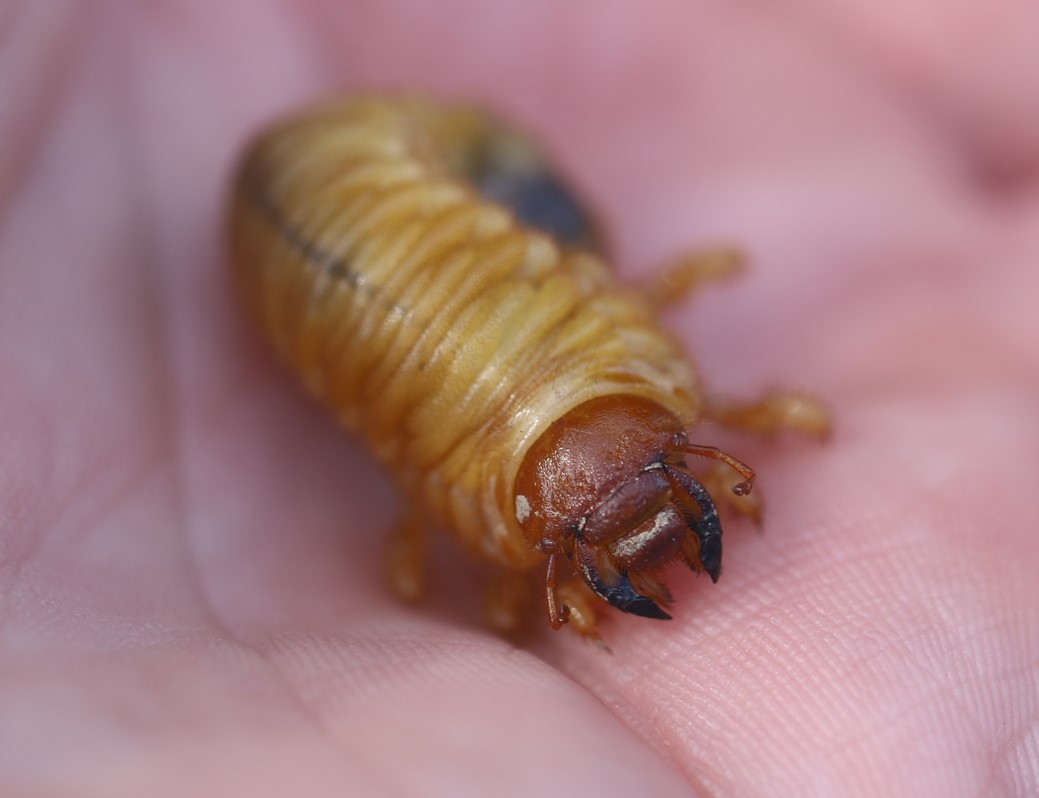
Larve (Engerling)
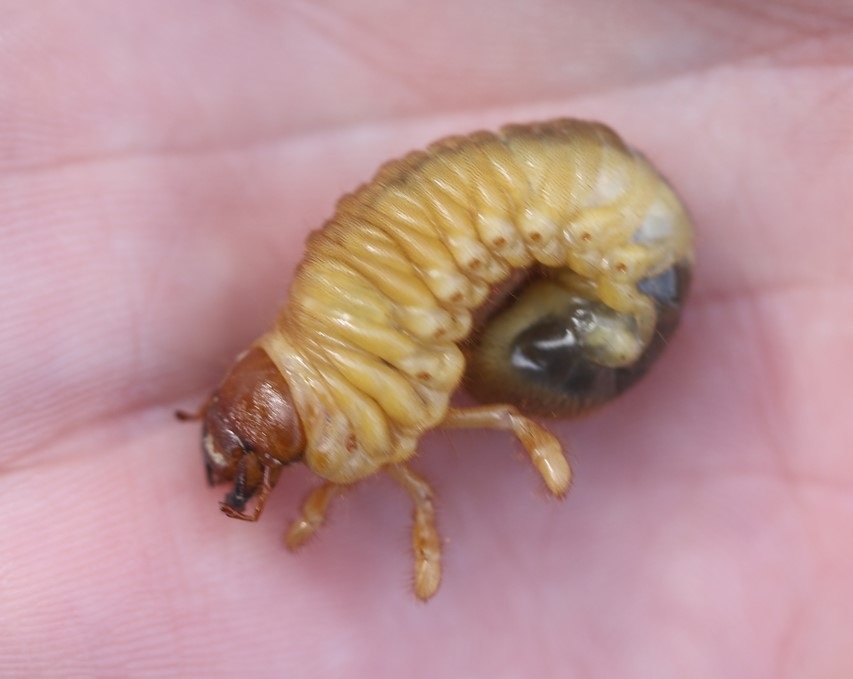
Larve (Engerling)
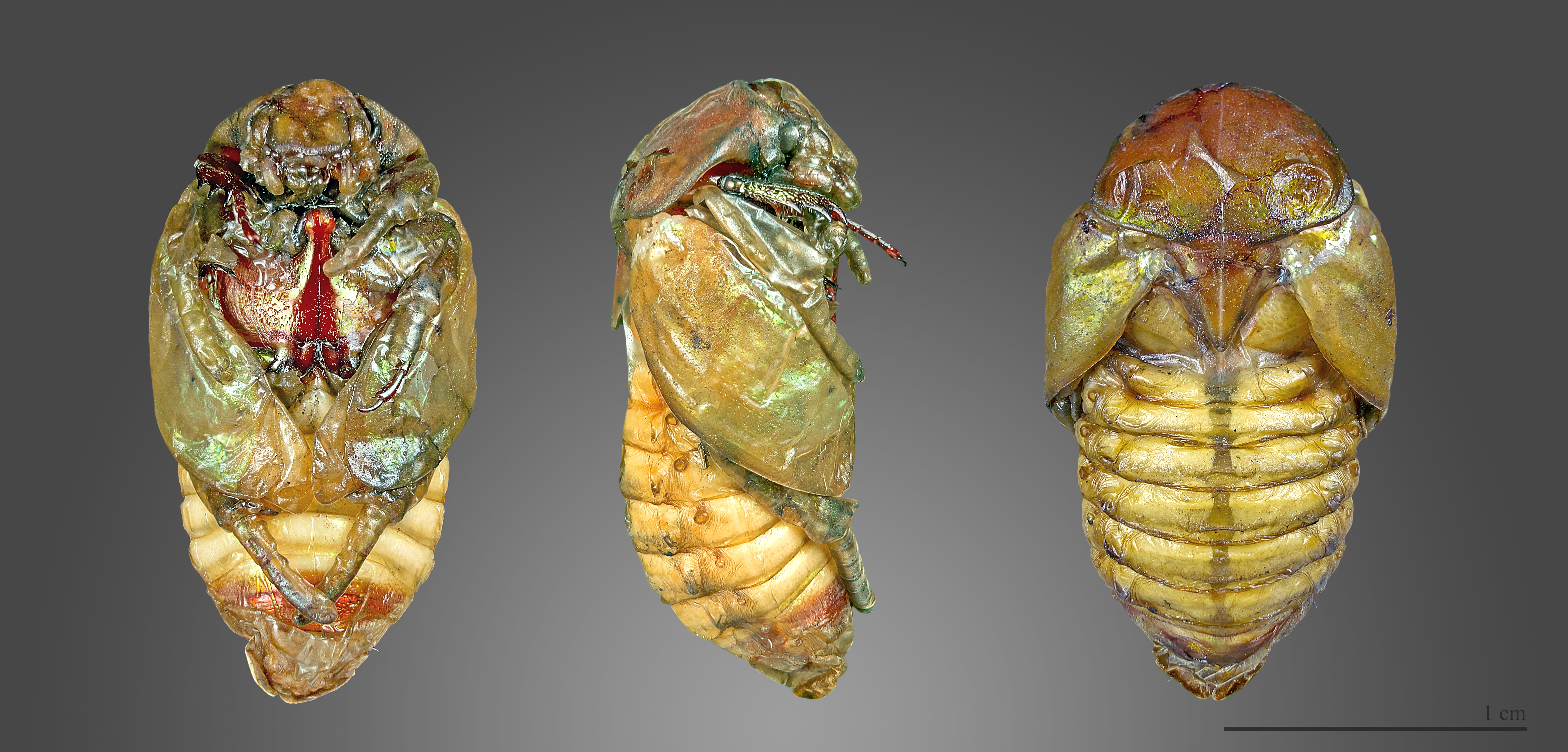
Puppe
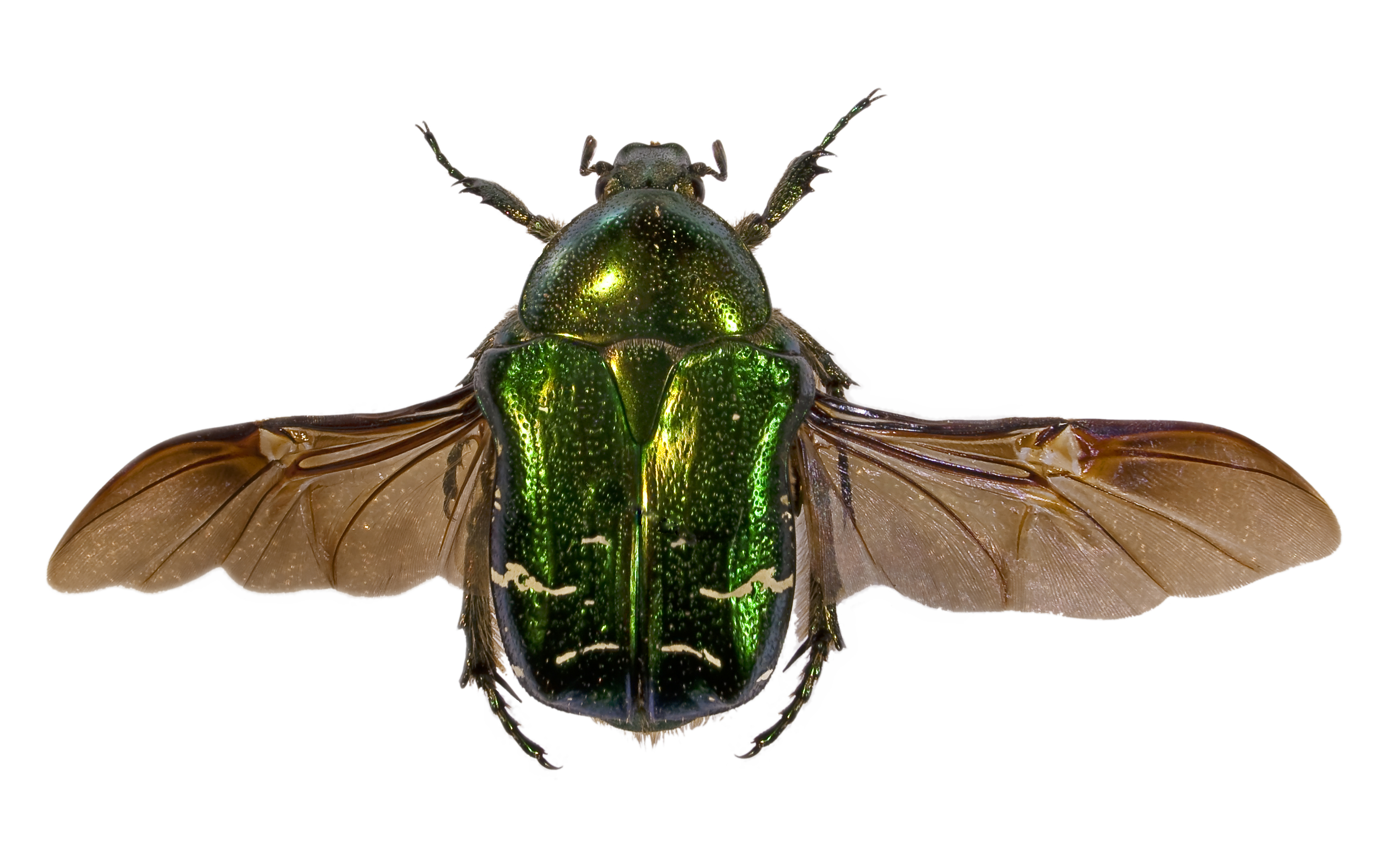
Präparat mit ausgebreiteten Flügeln
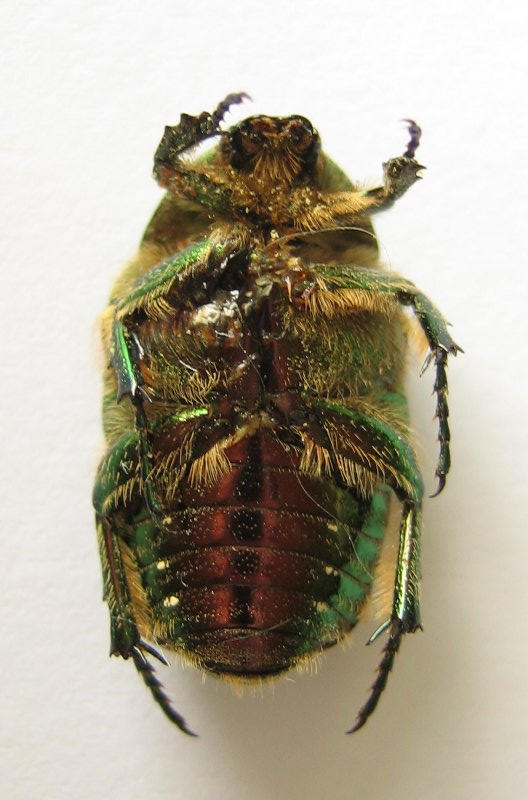
Unterseite eines toten Tieres
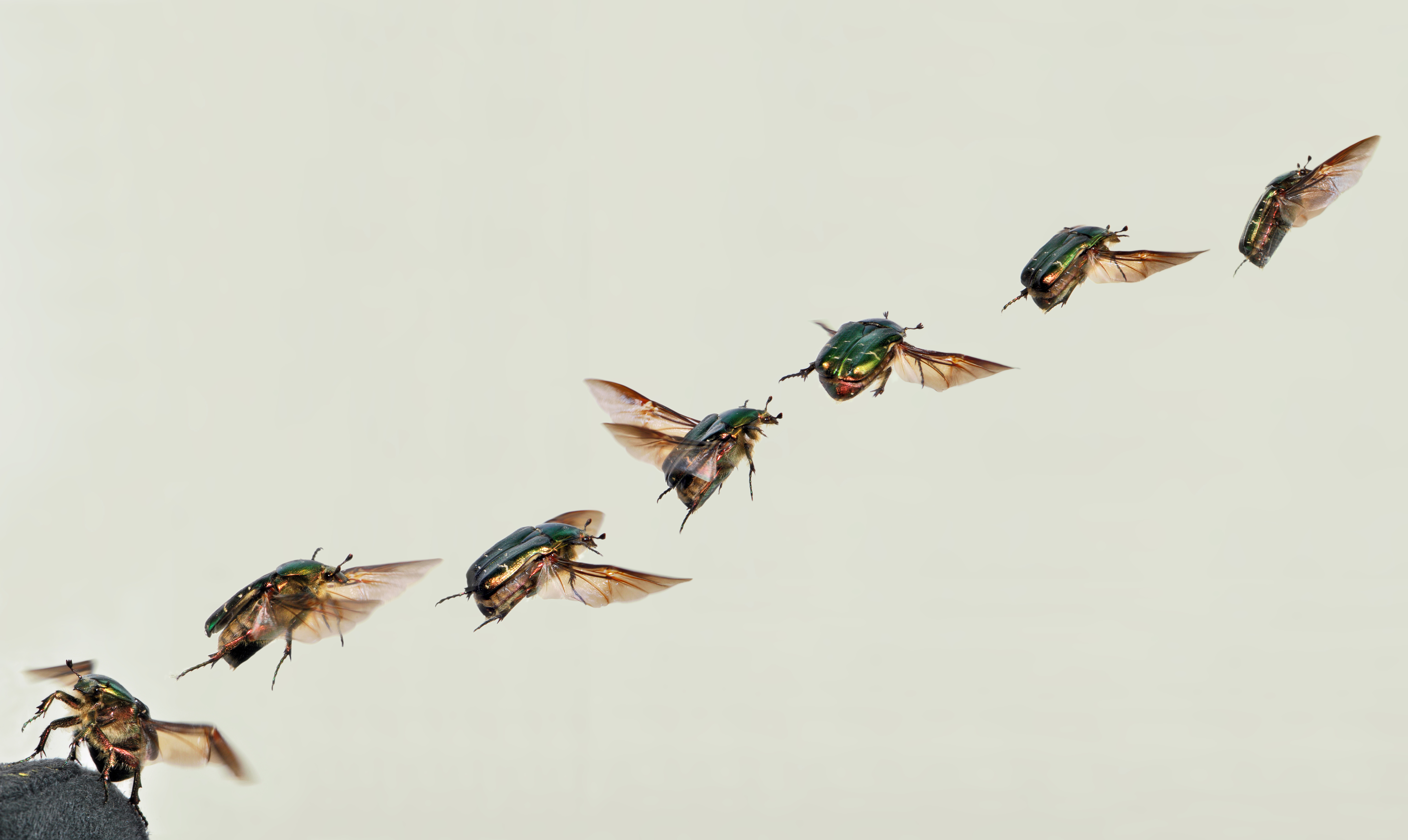
Flug
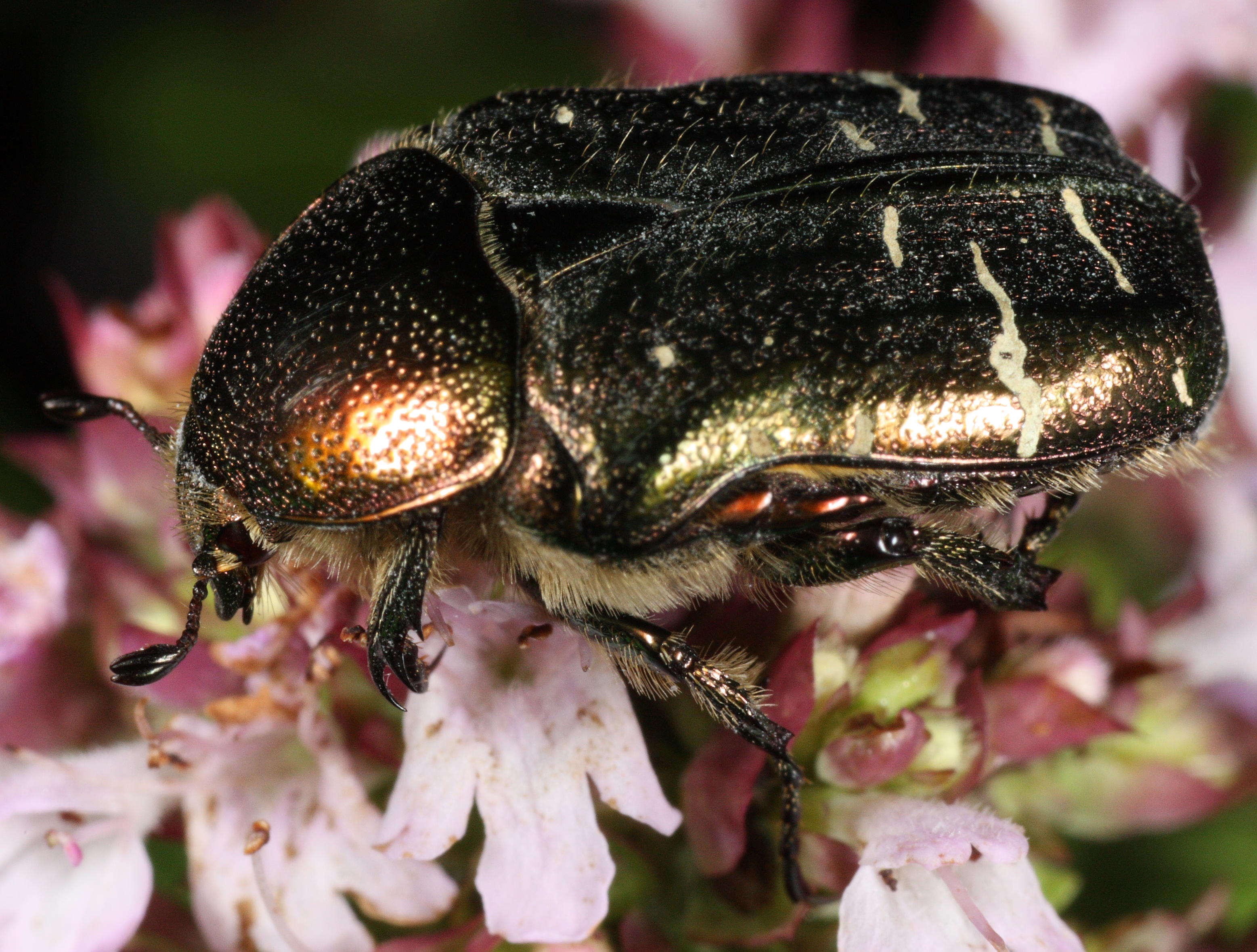